# Gゼロ
Gゼロ（英語: G-Zero world）とは、欧米の影響力の低下と発展途上国政府の国内重視によって生じた国際政治における権力の空白のことである。経済的にも政治的にも、真に世界的な目標を推進する能力と意志を持つ単一の国や国のグループが存在しない世界を説明する際に用いられる。

## 概要
Gゼロという言葉は、政治学者のイアン・ブレマーとデビッド・F・ゴードンによって作られた造語である。Gゼロは、イアン・ブレマーの著書『Every Nation for Itself: Winners and Losers in a G-Zero World』のメインテーマとなった。
これは先進国が優位性を享受していたG7から、ブラジル・ロシア・インド・中国などのBRICS諸国を含むG20へのシフトを認識していることへの言及である。また、G2（米中政府間の戦略的パートナーシップの可能性を示すためによく使われる）や、G3（中国主導の国家資本主義の台頭から市場経済民主主義を守るために、日米欧の利害を一致させようとする試みを指す）といった用語を拒否することでもある。
Gゼロが現在の国際秩序になったと主張する人々は、G7が時代遅れになったこと、G20では経済における政府の適切な役割について競合するビジョンが多すぎて、うまく調整された政策を生み出すことができないこと、中国はG2によってもたらされる責任に関心がないこと、アメリカ・ヨーロッパ・日本は国内問題にとらわれすぎて、経済・安全保障政策に対して共通の道筋を構築することができないことを警告している。
ブレマーは、「G8からG20、そしてGゼロ：なぜ誰も新しい世界秩序の中で責任を取りたがらないのか」という記事の中で、各国にはそれぞれの価値観があり、先進国では国際社会ではなく指導者を国内社会に専念させたいと考える有権者がいることを理由に、妥協することは難しいと述べている。 先進国には、アメリカ・イギリス・ドイツ・フランス・日本などがある。 先進国が国内問題を重視するようになると、グローバルなリーダーシップの欠如が増大し、国際的な問題が増大する。 また、グローバルなリーダーシップが低下すると、アメリカと中国では、「国家資本主義と自由市場主義の違い」についての見解が異なるなど、国家間の衝突も増えてくる。東アジアでは東シナ海をめぐる中国と日本のような国家間の問題も発生している。アメリカは、エネルギー分野の変化やシリアの内戦に参加すべきかどうかにも重点的に取り組まなければならない。
ブレマーは、中国の東南アジア諸国連合との取引や、アメリカの環太平洋パートナーシップ協定の進展など、地域的な解決策に焦点を当てることで、政府はG-ゼロに適応できると説明している。政府はまた、多様なパートナーとの関係を築くことができる。しかし、世界は「中国の台頭」「中東の混乱」「欧州の再設計」という3つの影響を受けているため、まだゼロに適応できない国が存在し得る。これらのイベントの影響を受ける国は、イスラエル、イギリスそして日本であろう。
ブレマーはGゼロ後の世界として、「米中協調」（G2）・「米中対立」（冷戦2.0）・「機能するG20」・「地域分裂」の4つのシナリオを想定している。

## 批判
Gゼロの概念は、アメリカの政治力・経済力の低下を誇張し、途上国が国際舞台でより大きな役割を果たそうとする意欲を過小評価しているとの批判もある。